# Ciro Goiorani
Ciro Goiorani (Pescia, 21 gennaio 1834 – Roma, 30 aprile 1908) è stato uno scrittore e giornalista italiano.

## Biografia
Nacque da Domenico e da Giustina Tognini e intraprese gli studi superiori presso il seminario vescovile di Pistoia. Lasciò il seminario per volontà del padre quando Pio IX pubblicò l'allocuzione Non semel, il 29 aprile 1848. Tornato a Pescia, partecipò al movimento rivoluzionario della sua città, scrivendo un Addio ai volontari livornesi impegnati nei primi mesi del 1849 nella difesa della libera Toscana dalle truppe austriache.
Soffocata la rivoluzione del 1848-49, si trasferì nuovamente a Pistoia, iscrivendosi al liceo Forteguerri. Proseguì gli studi a Firenze presso i Padri scolopi e intraprese una fitta collaborazione con i gruppi democratici toscani in clandestinità. L'8 settembre 1851 fu costretto a lasciare il granducato andando a La Spezia. Dopo circa un anno si spostò a Torino, dove s'iscrisse alla facoltà di giurisprudenza dell'università. Intraprese l'attività politica nei movimenti repubblicani, scrivendo su giornali democratici, fra cui il Goffredo Mameli, e scrivendo poesie d'impegno civile. La pubblicazione di un carme in memoria di Augusto Bertoni, morto suicida nelle carceri pontificie, gli comportò l'arresto il 15 maggio 1854 e l'espulsione dal Regno di Sardegna. Fuggì in Svizzera, dove iniziò a impartire lezioni di lingua italiana per vivere. A Ginevra collaborò con fogli della Sinistra subalpina e proseguì la produzione poetica. Acquisì un ruolo preminente nella comunità italiana, divenendo nel 1856 presidente della Società italiana di mutuo soccorso. 
Dopo l'attentato contro Napoleone III del 14 gennaio 1858 fu incluso nella lista dei rifugiati italiani che, su pressione francese, la Svizzera avrebbe dovuto trasferire in cantoni più periferici. Temendo di rimanere senza sostentamento, inoltrò richiesta per ritornare nel Regno di Sardegna. Rientrò a Torino e lì intraprese l'insegnamento all'interno delle scuole pubbliche, spostandosi in varie località. In quegli anni, abbandonò le idee mazziniane abbracciando la causa sabauda dell'unificazione italiana. 
Dal 1862 in poi fu insegnante liceale a Firenze, Cagliari e nel 1867 a Treviso. Nel 1866 fu segretario di gabinetto di Antonio Mordini, commissario regio a Venezia. A Ravenna si pronunziò a favore dell'eliminazione del catechismo e della storia sacra dall'istruzione elementare. Tale posizione lo costrinse alle dimissioni dall'insegnamento.
Intraprese la carriera giornalistica, tra il 1871 e il 1872 diresse la testata fiorentina Piccola Stampa, in opposizione alla Destra storica, e il giornale pesciatino Lume a gas. Tornò nel mondo della scuola, come provveditore a Perugia e a Pavia. 

## Opere
- Ernesto Belli, sonetto in "Ernesto Belli", a cura di Marianna Mariani
- Il 1. giugno 1862 festeggiandosi da Torino a Palermo il primo anniversario della costituzione del regno d'Italia, inno
- Il cigno morente, ossia L'ultimo canto di Arturo
- Il clero e il popolo romano nel prossimo dì natalizio di Sua Maestà il Re d'Italia
- La mia dimissione; lettera a S.E. il Ministro per la pubblica istruzione
- La trilogia di Dante
- Nelle austere fidizie di Dante che la nuova Italia celebra in Firenze..., canzone
- Post tenebras lux